# ماديسون دي روزاريو
ماديسون دي روزاريو (من مواليد 24 نوفمبر 1993) هي رياضية أسترالية في الألعاب البارالمبية ومتسابقة على الكراسي المتحركة، متخصصة في أحداث المسافات المتوسطة والطويلة. تنافست في بكين 2008، لندن 2012، ريو 2016 وأولمبياد طوكيو الصيفية 2020، وفازت بميداليتين ذهبيتين وثلاث فضيات وبرونزية. وفازت أيضًا بعشر ميداليات (ثلاث ذهبيات وثلاث فضيات وأربع برونزيات) في بطولة العالم لألعاب القوى لذوي الاحتياجات الخاصة وأربع ذهبيات في ألعاب الكومنولث. تحمل دي روزاريو الرقم القياسي العالمي في سباق 800 متر T53 للسيدات وسابقًا في سباق 1500 متر T53/54 للسيدات.

## سيرة شخصية
ولدت دي روزاريو في 24 نوفمبر 1993 ونشأت في بيرث، أستراليا الغربية. في سن الرابعة، أصيبت بالتهاب النخاع المستعرض، وهو مرض عصبي يؤدي إلى التهاب الحبل الشوكي مما أدى إلى استخدامها للكرسي المتحرك. لقب دي روزاريو من أصل برتغالي. والدها السنغافوري المولد من أصل أوراسي ووالدتها أسترالية.

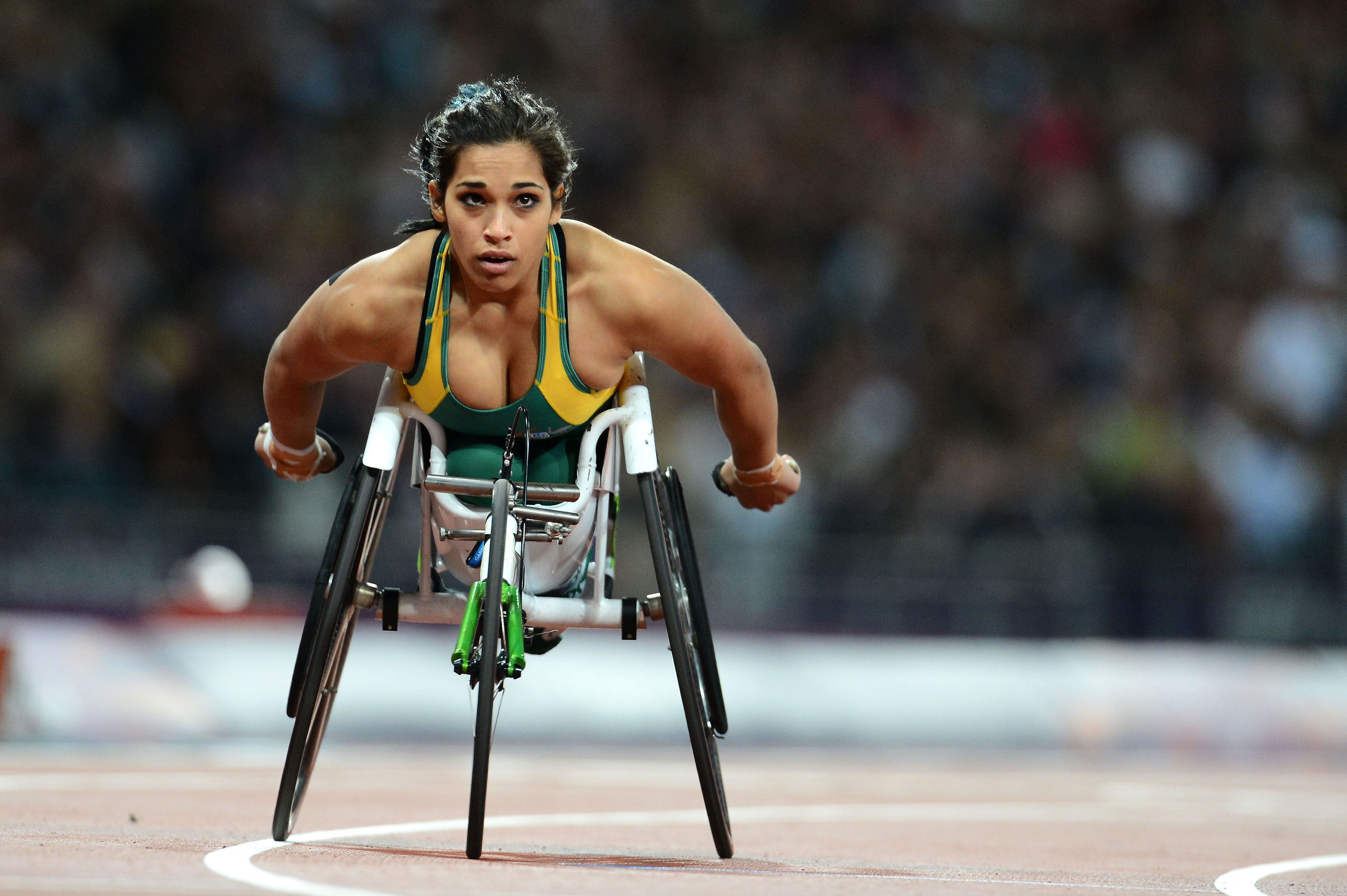
دي روزاريو في أولمبياد لندن 2012

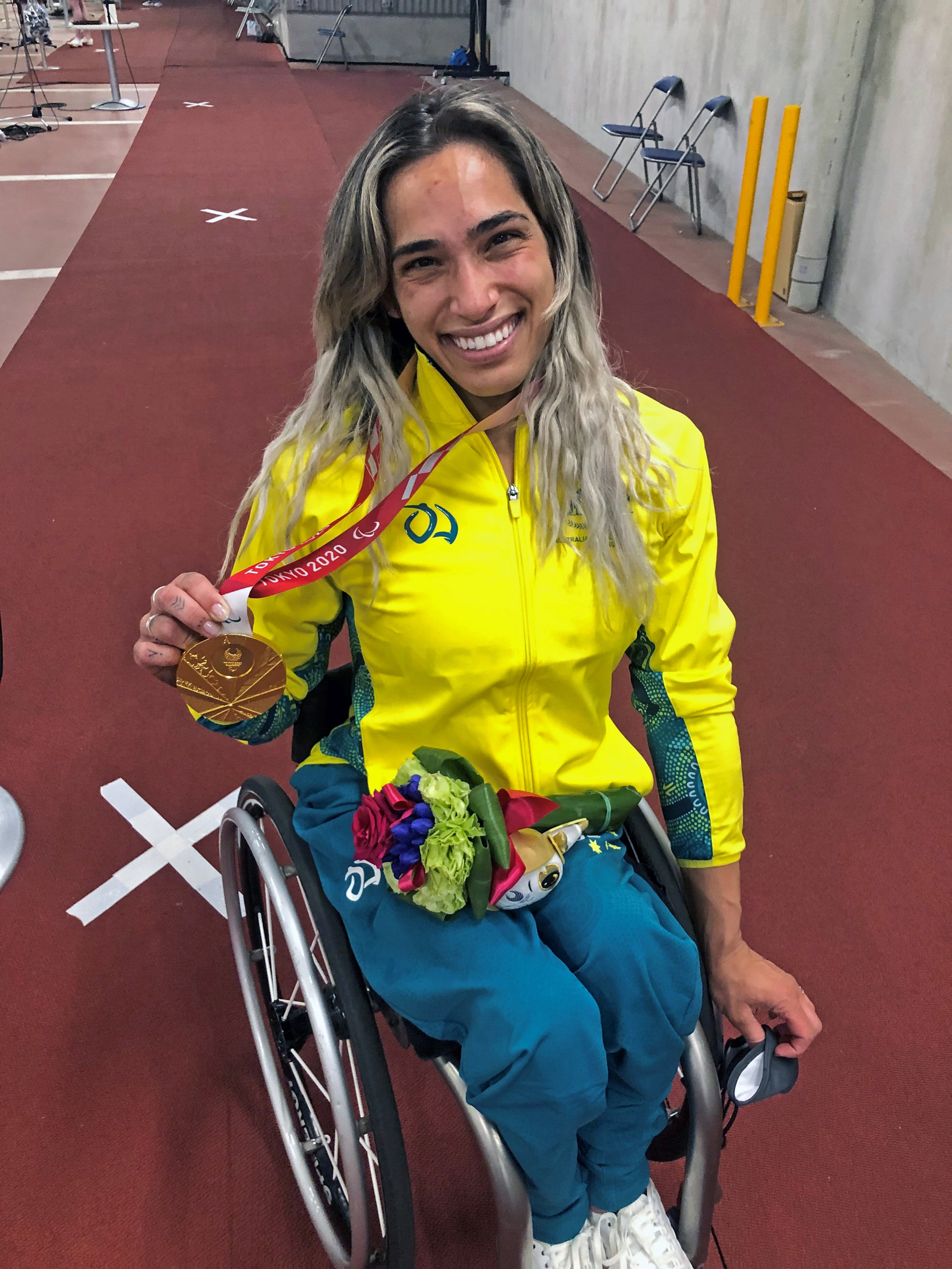
دي روزاريو مع الميدالية الذهبية التي فازت بها في سباق T53 800 متر للسيدات في أولمبياد طوكيو 2020

### أرقام قياسية عالمية
| مسافة               | وقت     | موقع                             | تاريخ          |
| ------------------- | ------- | -------------------------------- | -------------- |
| 800 م سيدات T53     | 1:45.53 | كانبرا، إقليم العاصمة الأسترالية | 21 يناير 2019. |
| 1500 م سيدات T53/54 | 3:13.27 | نوتويل، سويسرا                   | 26 مايو 2018.  |

## جوائز وإنجازات
- 2018 – جوائز المرأة العالمية للعام – جائزة أفضل رياضية للعام[7]
- 2018 – UnioSport Australia – إنجاز رياضي متميز.[8]
- 2018 – ألعاب القوى في أستراليا أفضل لاعبة رياضية في العام.[9]
- 2020 – "دمية شيرو" من باربي.[10]
- 2020 – الألعاب البارالمبية الأسترالية لأفضل رياضية لهذا العام.[11]
- 2020 – أفضل رياضي في الألعاب البارالمبية الأسترالية لهذا العام
- 2021 – معهد نيو ساوث ويلز للرياضة أفضل رياضية لهذا العام مع جيسيكا فوكس.[12]
- 2021 – النجم الرياضي لهذا العام في أستراليا الغربية.[13]
- 2022 – وسام أستراليا لخدمة الرياضة كحاصل على الميدالية الذهبية في دورة الألعاب البارالمبية طوكيو 2020.[14]
- 2022 – جائزة ألعاب القوى الأسترالية بروس ماكافاني لأداء العام.[15]
- 2022 – جوائز صحة المرأة الأسترالية للمرأة في الرياضة – أفضل رياضية لهذا العام.[16][17]